# Fairbanks (Oregon)
Fairbanks az Amerikai Egyesült Államok északnyugati részén, Oregon állam Wasco megyéjében, az Interstate 84 és a U.S. Route 30 közelében elhelyezkedő önkormányzat nélküli település.
Névadója Charles W. Fairbanks, az USA egykori alelnöke. A posta 1905 és 1909 között működött. A Great Southern Railroad vasútállomása 1905-ben nyílt meg.

## Fordítás
- Ez a szócikk részben vagy egészben  a   Fairbanks, Oregon című angol Wikipédia-szócikk ezen változatának fordításán alapul.  Az eredeti cikk szerkesztőit annak laptörténete sorolja fel. Ez a jelzés csupán a megfogalmazás eredetét és a szerzői jogokat jelzi, nem szolgál a cikkben szereplő információk forrásmegjelöléseként.